# Gare de Lyon-Part-Dieu

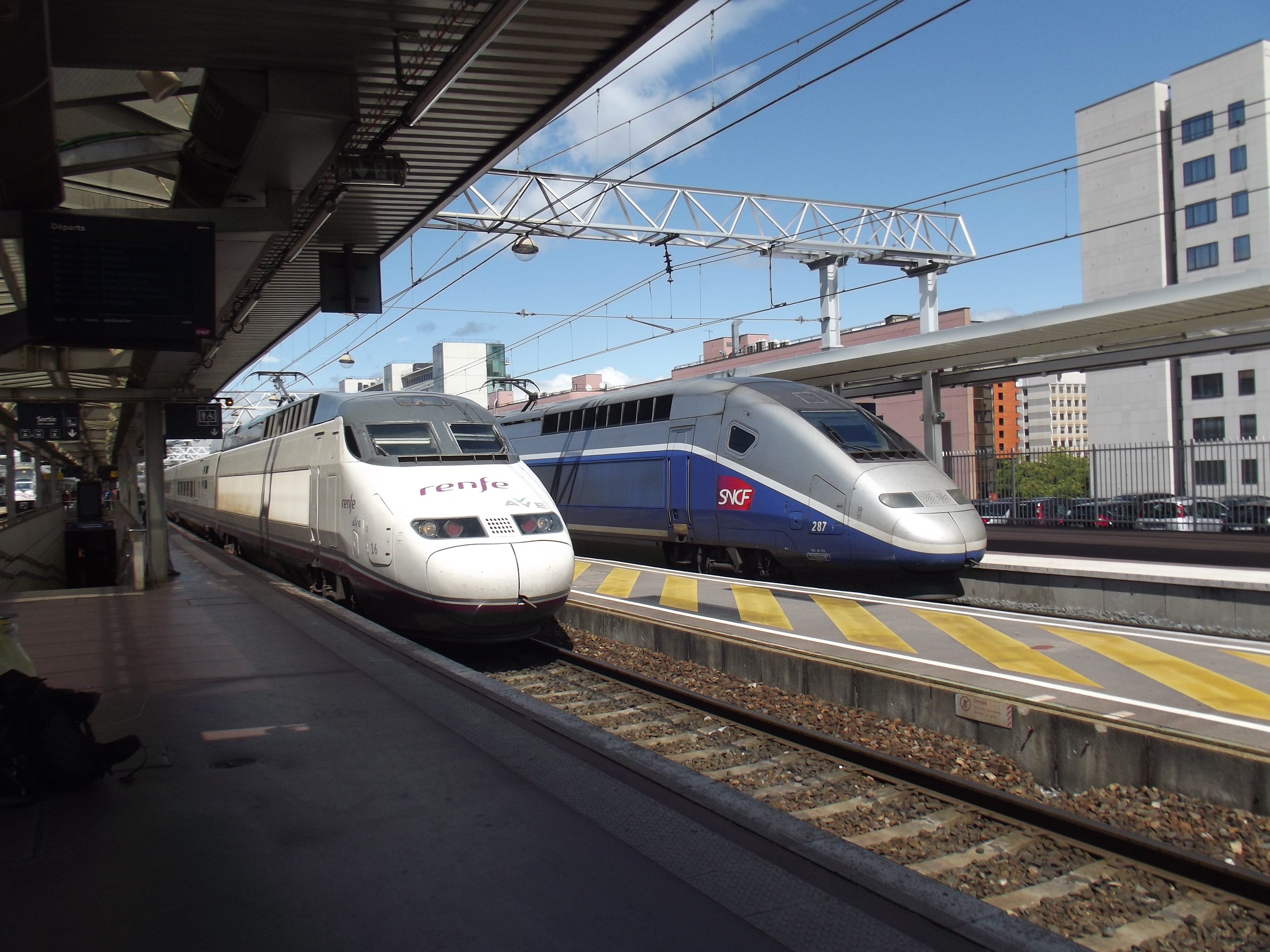
AVE és TGV vonatok egymás mellett a pályaudvaron

Gare de Lyon-Part-Dieu (francia kiejtése: [ɡaʁ d(ə) la paʁdjø]; lit. „Isten tulajdona vasútállomás") vasútállomás Franciaországban, Lyonban, mely a város elsődleges pályaudvara, amely a város La Part-Dieu üzleti negyedében található. A történelmi Párizs–Marseille-vasútvonalon található. A vasúti szolgáltatásokat főként az SNCF üzemelteti, gyakori TGV nagysebességű és TER regionális járatokkal, valamint Intercités, Frecciarossa, AVE és Lyria járatokkal. Lyon második vasútállomása, a Gare de Lyon-Perrache állomás a történelmi városközpont déli részén található.

## Története
Az eredetileg 1859-ben teherpályaudvarként megnyitott állomást 1978-ban építették az új Part-Dieu városnegyed projekt részeként. Mivel a tervezők szándéka szerint a Part-Dieu Lyon második városközpontjaként működött volna, a nagy vasútállomás egy bevásárlóközponttal (a legnagyobb Franciaországban), egy jelentős kormányzati irodakomplexummal és a régió legmagasabb felhőkarcolójával együtt épült, amelyet formája miatt Le Crayon (A ceruza) becenévre kereszteltek. A Gare de la Part-Dieu megépítése előtt a környéket a Gare des Brotteaux szolgálta ki. Ez 1982-ben bezárt, és működését ez az állomás olvasztotta magába.
Lyon-Part-Dieu a legforgalmasabb francia vasútállomás Île-de-France-on kívül. A város határain belül további öt állomás működik: Perrache (a városközpontban), Vaise, Saint-Paul, Gorge de Loup és Jean Macé. A Rhônexpress villamos összeköti Lyon-Part-Dieu-t a Colombier-Saugnieu-ban található Lyon Saint-Exupéry repülőtérrel, amelynek pályaudvarát csak a nagysebességű vonathálózat szolgálja ki.
2018 tavaszán nagyszabású rekonstrukciós és felújítási munkálatok kezdődtek, hogy 2022-ig a teljes pályaudvart és annak közeli környezetét újjáépítsék. 2018 decemberében a korábbi bejárati épületet már részben lebontották.
Forgalom
Az állomás jelentősen meghaladta a kezdeti forgalmi elvárásokat, az 1983-as mérsékelt napi 35 000 utasról 2001-re napi 500 vonattal 80 000 utasra emelkedett. A megnövekedett forgalom miatt az állomást 1995-2001 között felújították, hogy növeljék a peronok számát és megváltoztassák a külsejét. 2010-ben az állomás nagyjából 51,1 millió utast szolgált ki, megközelítve a 140 000-et egy átlagos hétköznapon.

## Helyi közlekedés
Lyon Part-Dieu közvetlen hozzáféréssel rendelkezik a lyoni metróhoz (B vonal) és a T1, T3 és T4 villamosokhoz. Part-Dieu a Lyon Saint-Exupéry repülőtérrel és a TGV pályaudvarral is összeköttetésben áll a Rhônexpress repülőtéri vasúti összeköttetésen keresztül.

## Vasútvonalak
Az állomást az alábbi vasútvonalak érintik:
- Lyon–Genf-vasútvonal
- Párizs–Marseille-vasútvonal

## Kapcsolódó állomások
A vasútállomáshoz az alábbi állomások vannak a legközelebb:
- Gare de Sathonay - Rillieux (Gare de Lyon, Párizs–Marseille-vasútvonal)
- Lyon-Perrache pályaudvar (Lyon-Perrache pályaudvar, Lyon–Genf-vasútvonal)
- Gare des Brotteaux (Bahnhof Genève-Cornavin, Lyon–Genf-vasútvonal)
- Gare de Vienne (Gare de Marseille-Saint-Charles, Párizs–Marseille-vasútvonal)
- Gare de Saint-Germain-au-Mont-d’Or
- Gare d’Aix-les-Bains-Le Revard
- Gare d’Ambérieu
- Gare de Crépieux-la-Pape
- Gare de Givors-Ville (TER 10)
- Gare de Roanne

## Képek

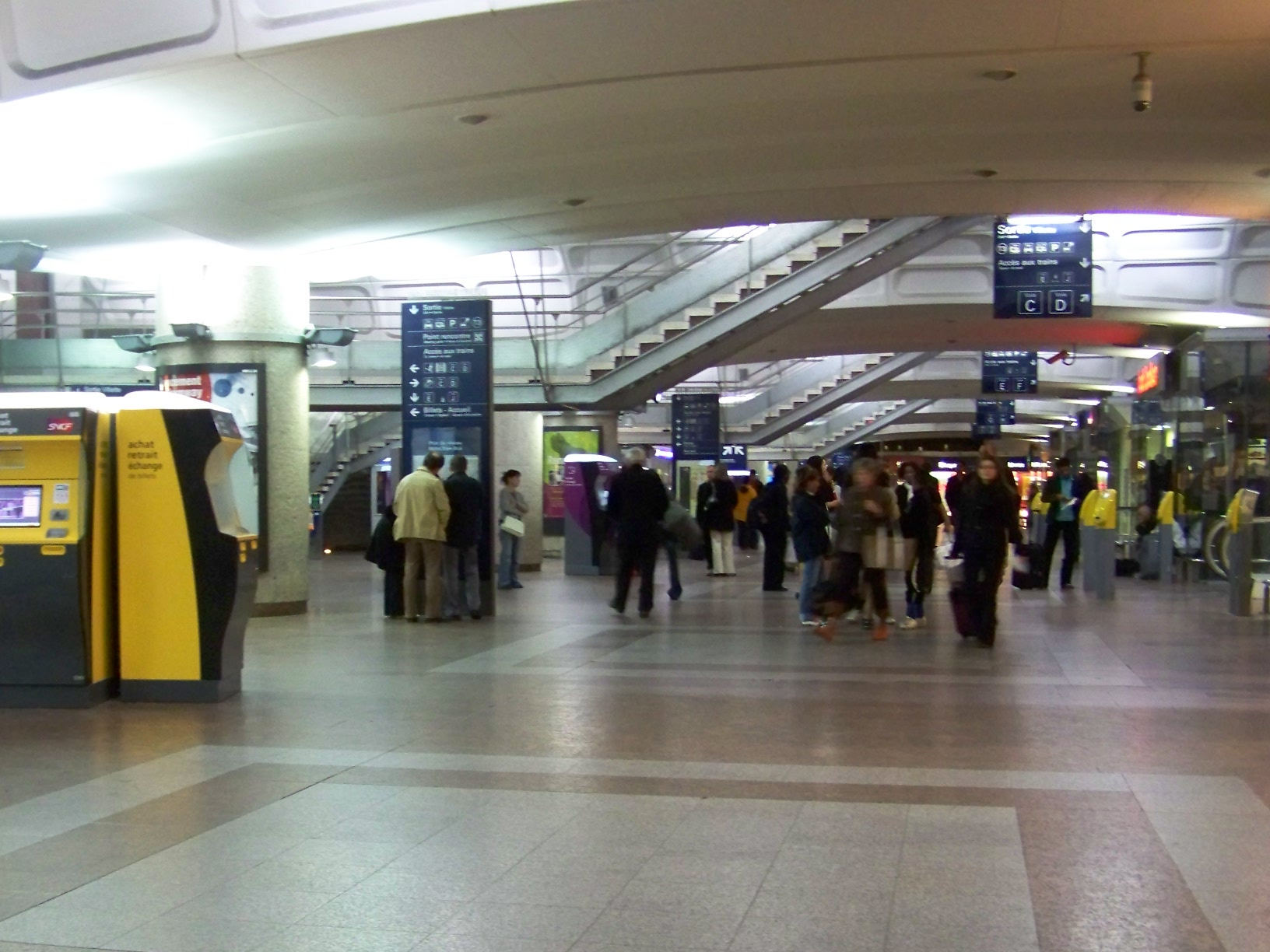
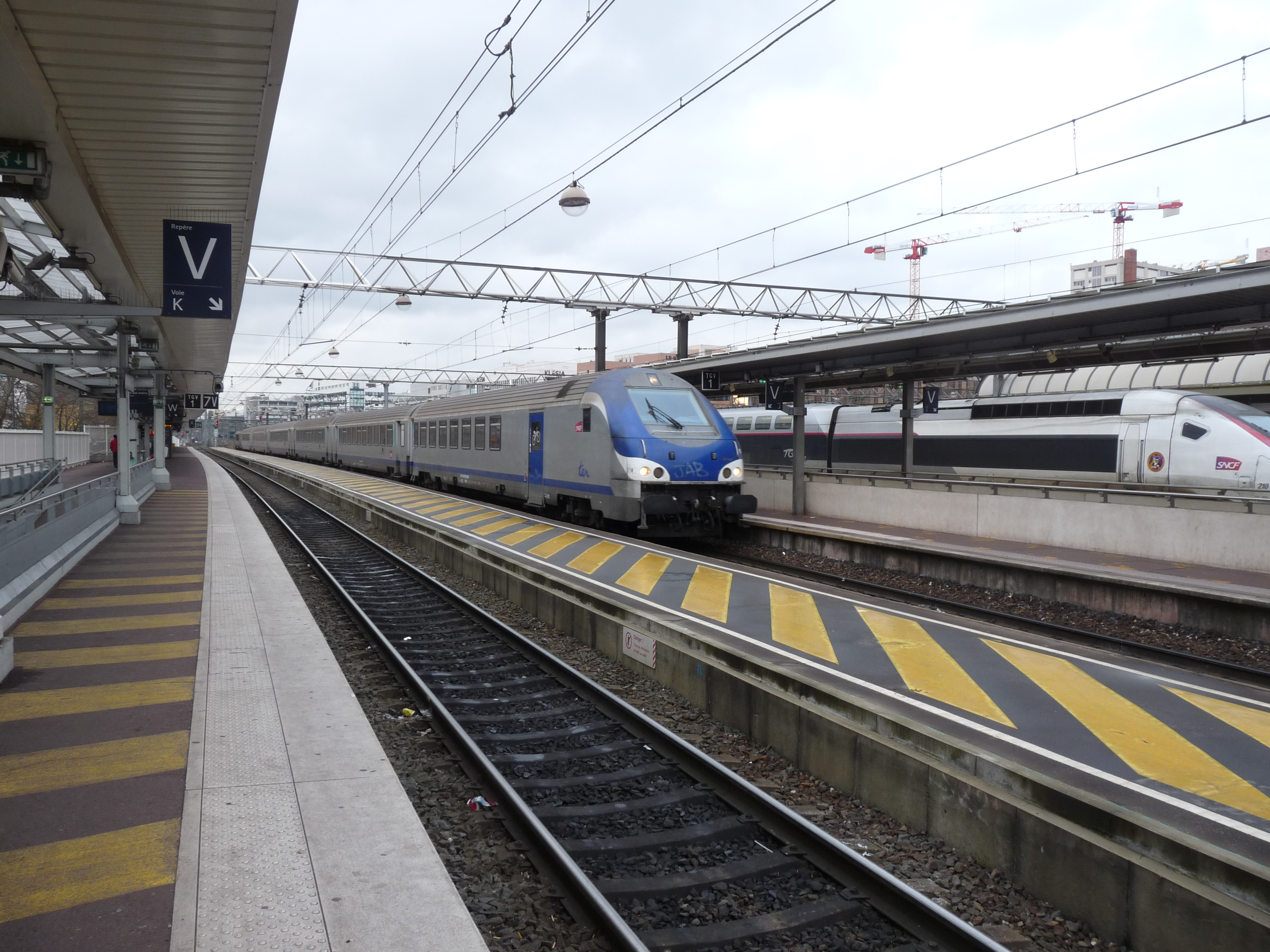
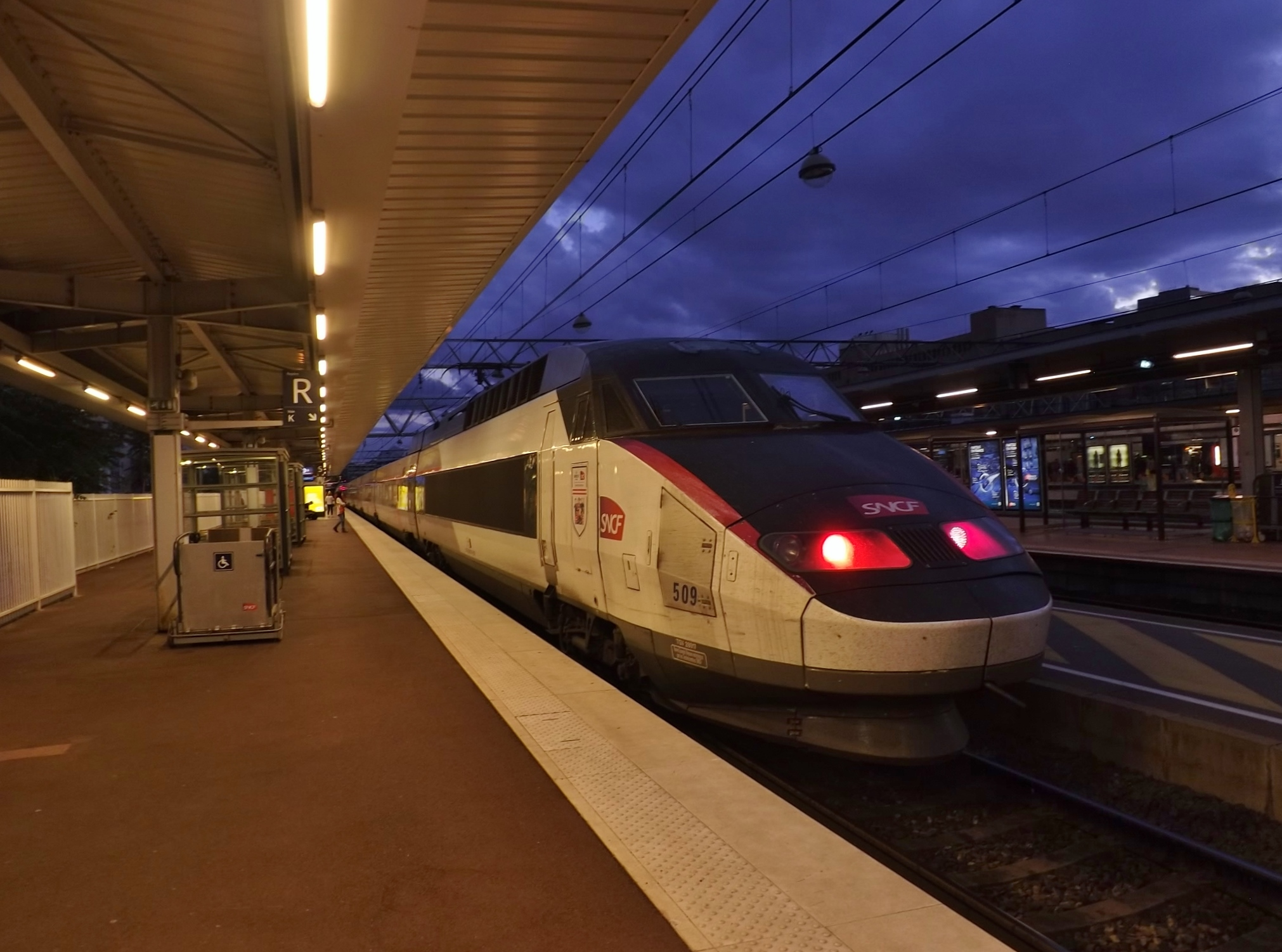
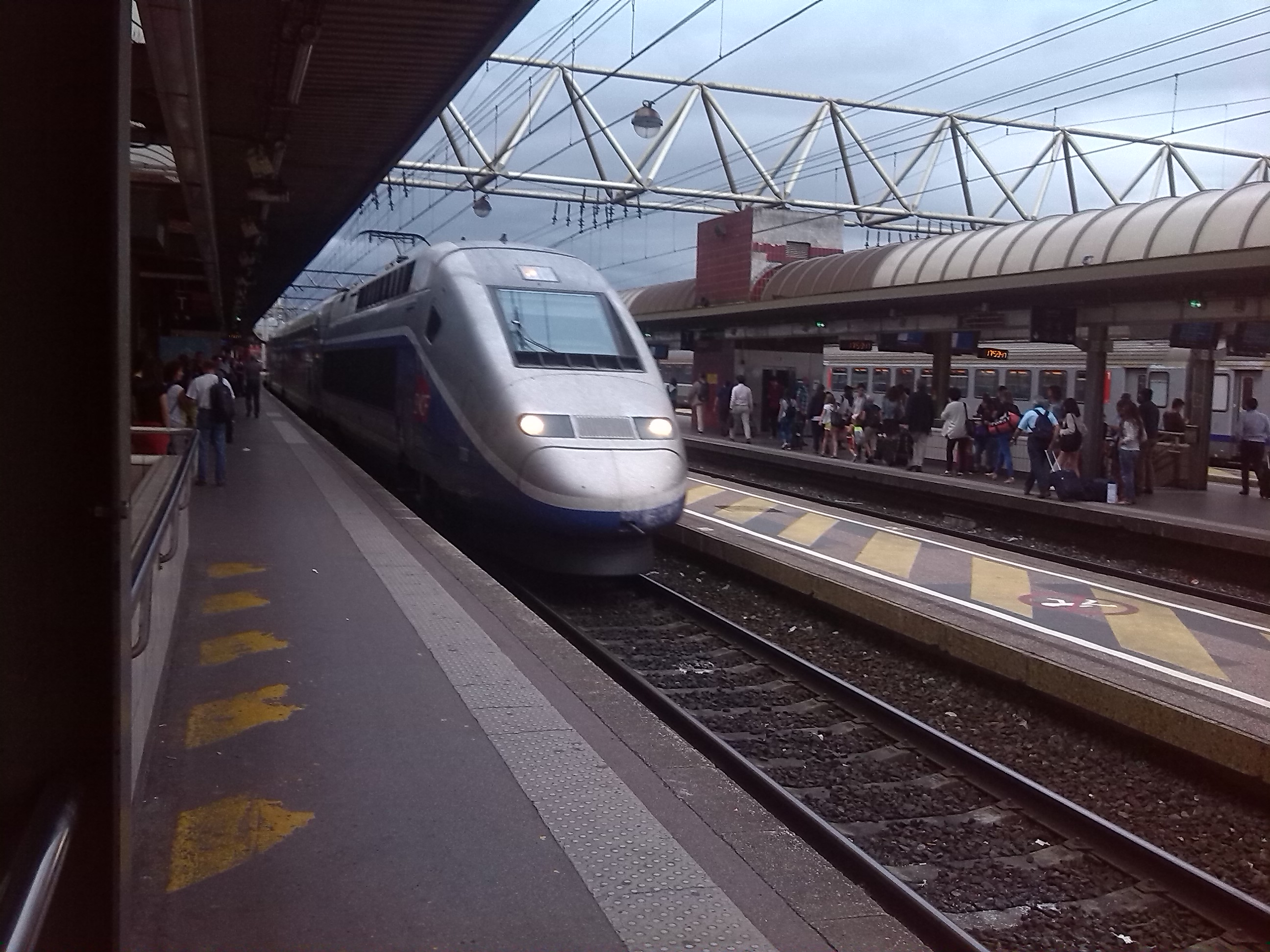
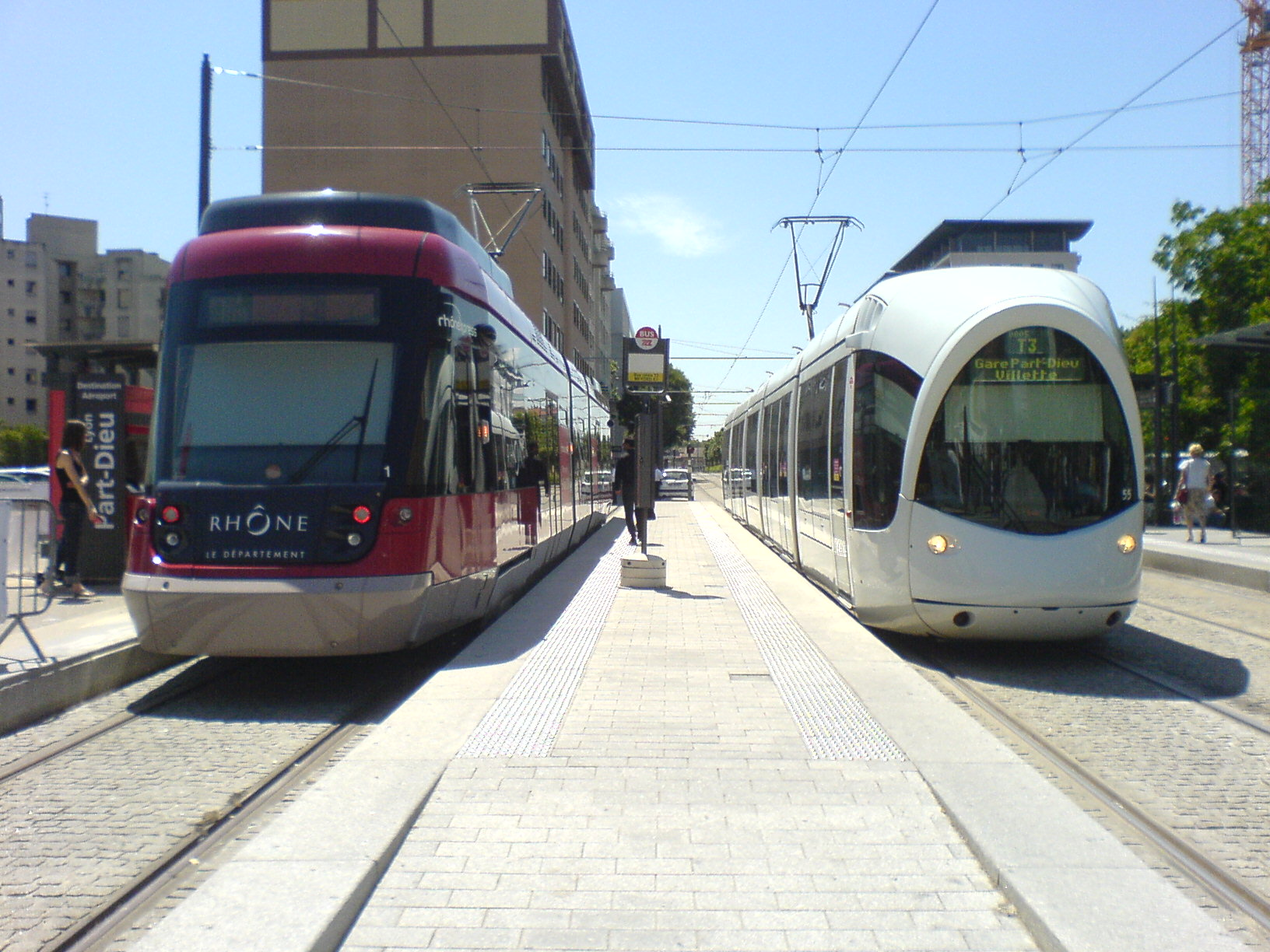
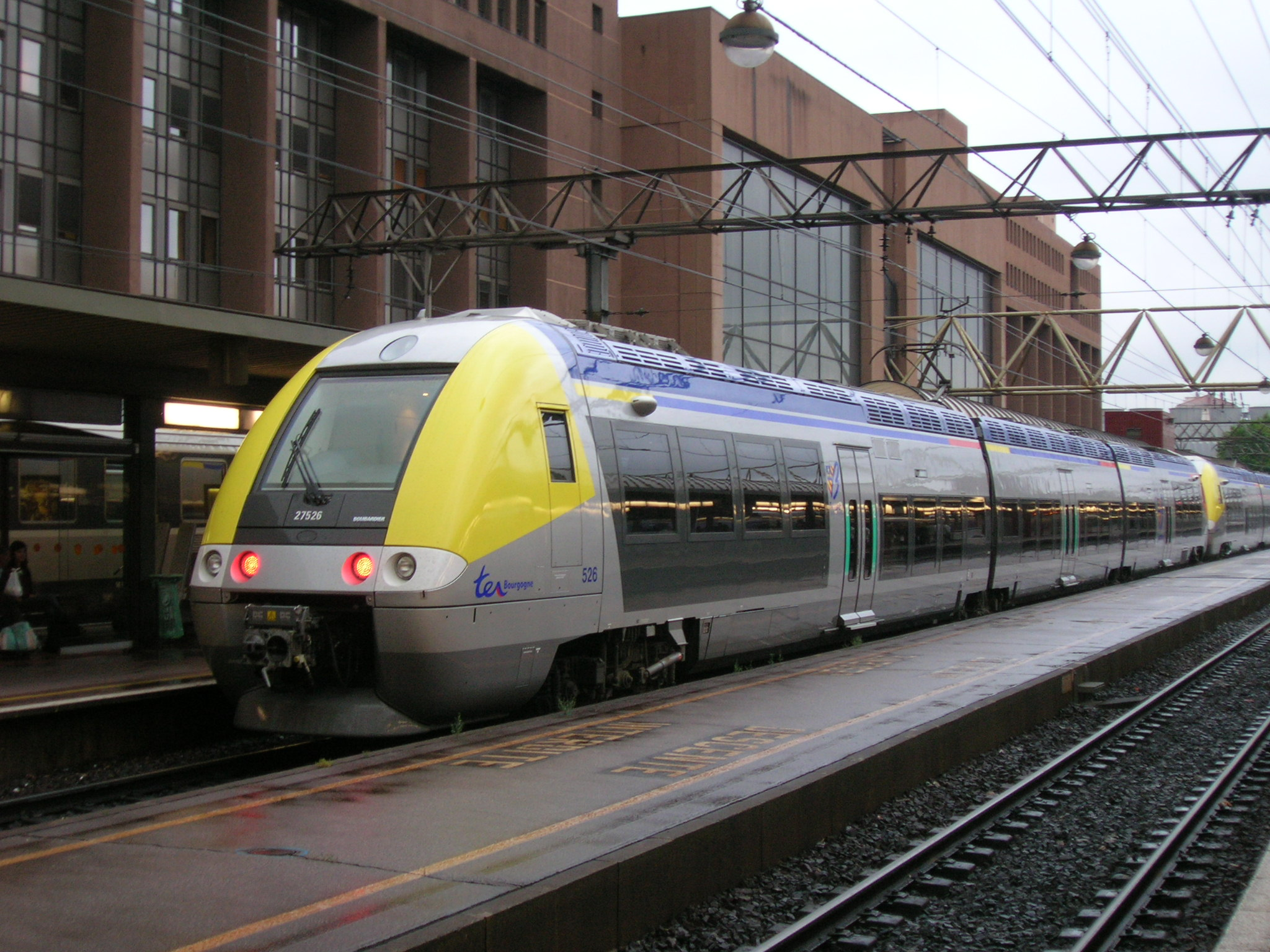
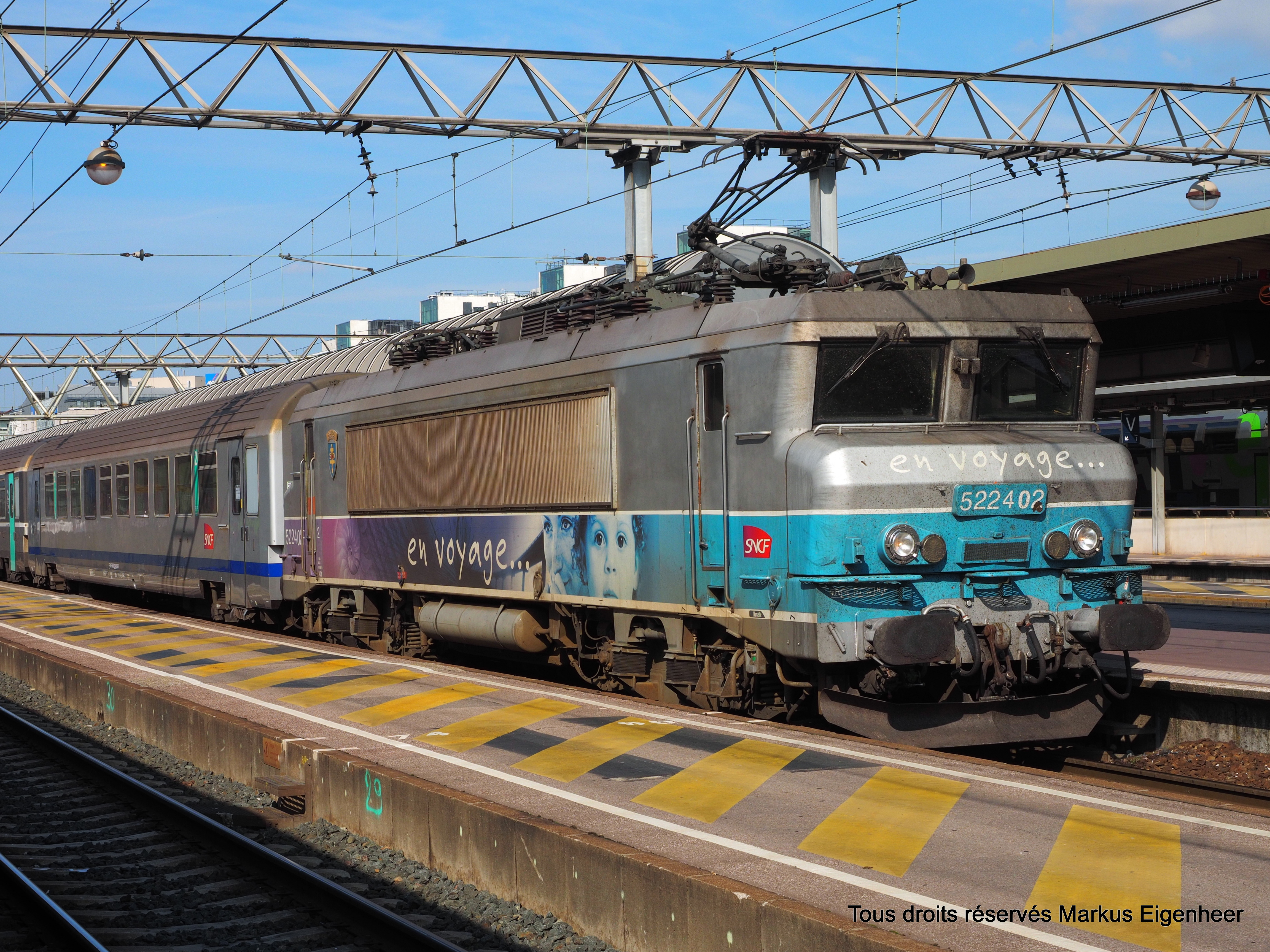